# Portrait de l'infante Isabelle Claire Eugénie (Sánchez Coello)
Pour les articles homonymes, voir Portrait de l'infante Isabelle Claire Eugénie.
Ne doit pas être confondu avec Portrait de l'infante Isabelle Claire Eugénie (Rubens).
Portrait de l'infante Isabelle Claire Eugénie est un tableau peint par Alonso Sánchez Coello en 1579. Il mesure 116 cm de haut sur 102 cm de large. Il est conservé au Musée du Prado à Madrid. Il représente Isabelle-Claire-Eugénie d'Autriche.